# La fortuna de vivir
La fortuna de vivir (Les enfants du marais) es una película francesa basada en la novela de 1958 escrita por Georges Montforez (1921 - 1974). 
La película fue dirigida por Jean Becker en 1998, con Jacques Villeret y Jacques Gamblin como actores principales. Ganó el Gran Premio del Público en el Festival de Sitges de 1999.
Fue publicitada con los eslóganes 

La felicidad de ser libre, la libertad de ser feliz.

y 

Un film con aires de cuento, que emociona y combina maravillosamente momentos de humor, tristeza y alegría. Un canto a la amistad.

## Sinopsis

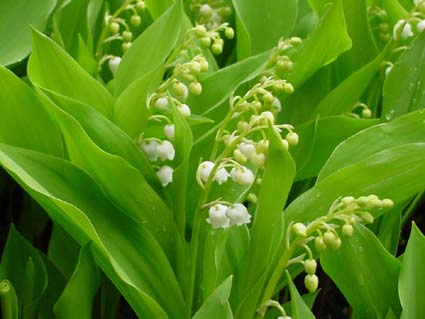
El muguet o lirio del valle, que recogen Garris y Riton para venderlo, es una planta que florece en mayo y de la que se dice que trae de vuelta la buena suerte.

Corre el año 1929 en una bucólica región del río Loira. Riton y Garris viven en cabañas a orillas del pantano. El primero, amargado por una mujer con mal genio y tres niños que se crían en libertad, busca consuelo en las botellas de vino que le caen cerca y sueña con su primera esposa que le abandonó. Garris vive solo con sus recuerdos de la Primera Guerra Mundial. Ellos, junto a varios amigos pintorescos, son el retrato de unas personas que, ante todo, persiguen vivir, y hacerlo en libertad.

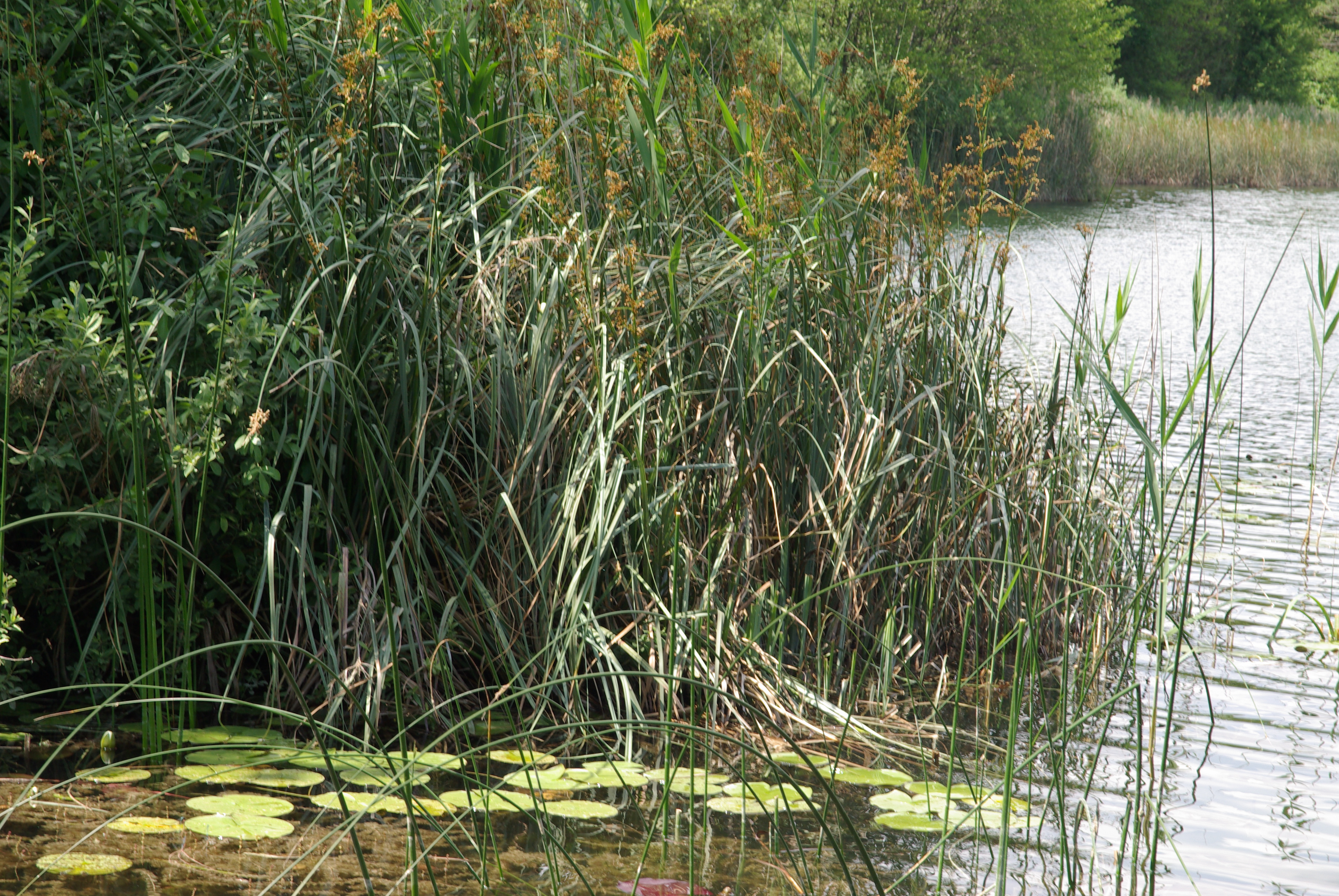
Cerca de la cabaña.
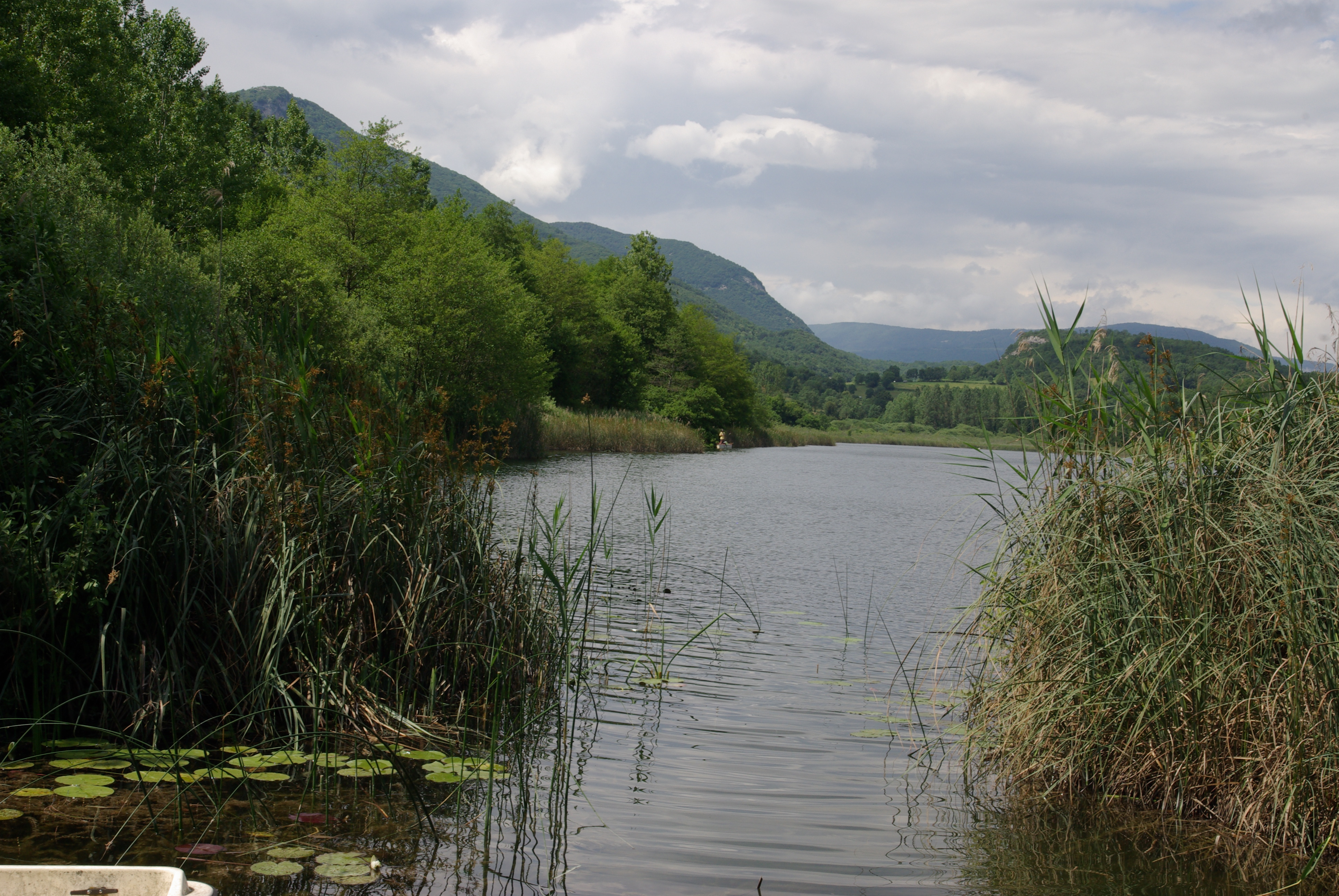
Panorama.
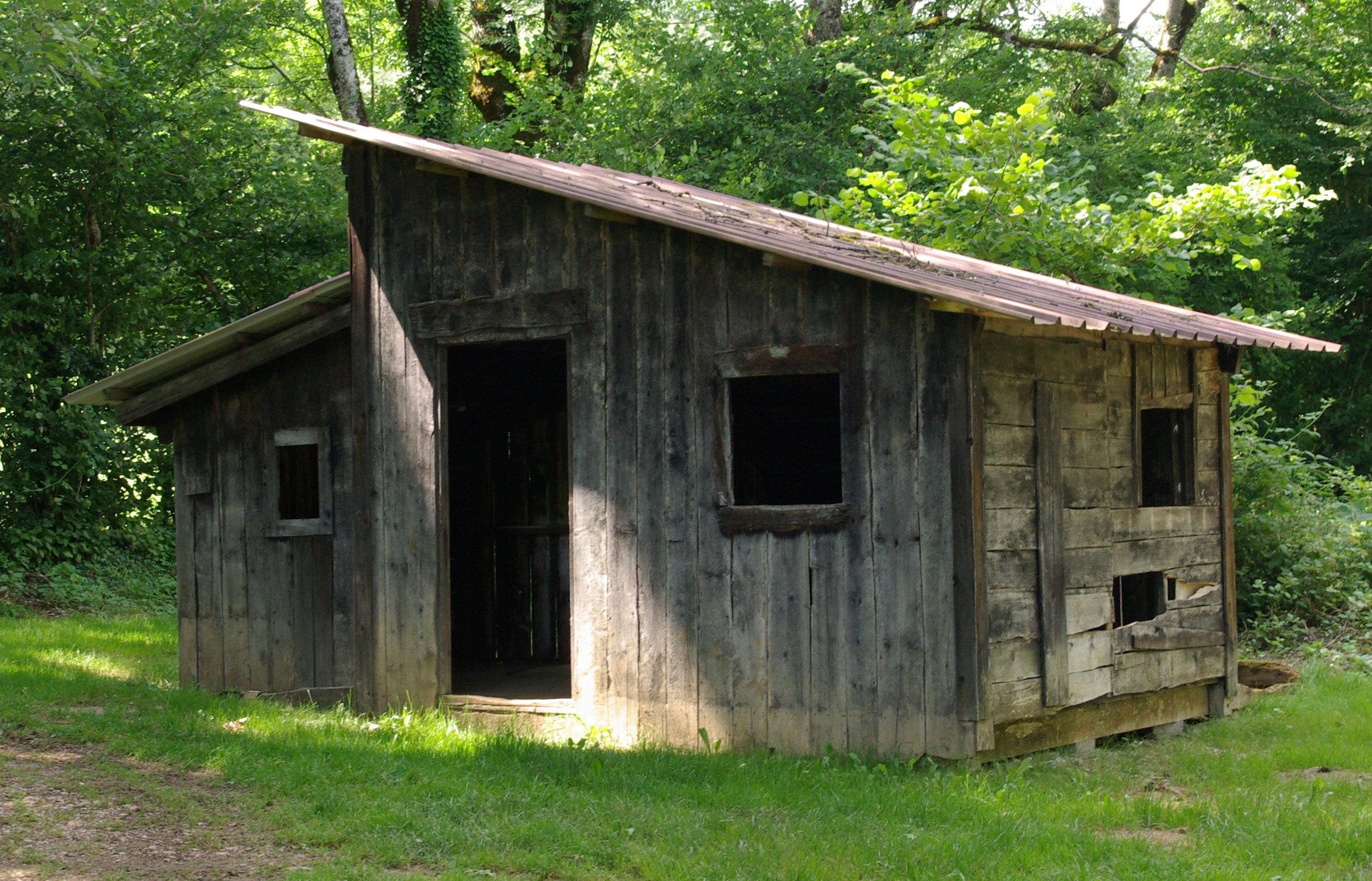
La cabaña de Riton.